# 小倉げんき
小倉 げんき（おぐら げんき）は日本のあそび歌作家、シンガーソングライター、保育園園長。大阪府出身。

## 来歴
- 保育士を経て2007年大阪府で保育園「キッズハウスぞうさん」を開園[1]。園長に。
- 2009年に学研の保育雑誌「あそびと環境０・１・２歳」であそび歌作家としてもデビュー。
- 園長業や執筆業、あそび歌の講習会やライブ、子育て講演会を行う。
- 2010年、中川ひろたかによって開かれたＡ１あそびうたグランプリでファイナリストに残る[2]。

## 主な作品
- 「たこたこグニャグニャ」（学研　あそびと環境０・１・２歳）
- 「宇宙人がやってきた」（学研　Picclo）
- 「だるまさんがころんだ」（小学館　新 幼児と保育）
- 「か」（ソングレコード　A1あそびうたグランプリ2010 〜A1優秀曲 オムニバスアルバム〜）

## ラジオ出演
- サンデーハッピープラザ　藤田の部屋（ハッピーエフエムいたみ）